# Kế toán tiêu thụ tài nguyên
Kế toán tiêu thụ tài nguyên (RCA) là một lý thuyết quản lý mô tả phương pháp kế toán quản trị năng động, tích hợp và toàn diện, cung cấp cho người quản lý thông tin hỗ trợ quyết định để tối ưu hóa doanh nghiệp. RCA là một phương pháp kế toán quản trị tương đối mới dựa chủ yếu vào phương pháp kế toán quản trị của Đức Grenzplankostenrechnung (GPK) và cũng cho phép sử dụng các trình điều khiển dựa trên hoạt động.

## Bối cảnh
RCA nổi lên như một cách tiếp cận kế toán quản trị bắt đầu vào khoảng năm 2000, và sau đó được phát triển tại CAM-I (Hiệp hội quản lý hiện đại, quốc tế) trong nhóm lợi ích của Bộ phận quản lý chi phí  bắt đầu vào tháng 12 năm 2001. Trong bảy năm tiếp theo, RCA đã được tinh chỉnh và xác nhận thông qua các nghiên cứu trường hợp thực tế, các ấn phẩm tạp chí công nghiệp và các tài liệu nghiên cứu khác.
Năm 2008, một nhóm các học giả và học viên quan tâm đã thành lập Viện RCA  để giới thiệu Kế toán tiêu thụ tài nguyên cho thị trường và nâng cao tiêu chuẩn kiến thức kế toán quản trị bằng cách khuyến khích thực hành theo chỉ dẫn.
Đến tháng 7 năm 2009, Kế toán viên chuyên nghiệp trong kinh doanh (PAIB)  Ủy ban Liên đoàn kế toán quốc tế (IFAC), công nhận Kế toán tiêu thụ tài nguyên trong ấn phẩm Hướng dẫn thực hành tốt quốc tế (IGPG) có tên là Đánh giá và cải thiện chi phí trong các tổ chức và tài liệu đồng hành, Đánh giá hành trình chi phí: Mô hình trưởng thành liên tục mức chi phí. Lưu trữ ngày 2 tháng 3 năm 2013 tại Wayback Machine Hướng dẫn tập trung vào các nguyên tắc chi phí phổ quát và với Mô hình trưởng thành mức chi phí  thừa nhận rằng RCA đạt được mức độ chính xác và khả năng hiển thị cao hơn so với chi phí dựa trên hoạt động cho thông tin kế toán quản lý khi lợi ích gia tăng của thông tin tốt hơn của RCA vượt quá nỗ lực quản trị gia tăng và chi phí để thu thập, tính toán và báo cáo thông tin của nó.

Như đã nêu trong Hướng dẫn thực hành tốt quốc tế, 
"A sophisticated approach at the upper levels of the continuum of costing techniques provides the ability to derive costs directly from operational resource data, or to isolate and measure unused capacity costs. For example, in the resource consumption accounting approach, resources and their costs are considered as foundational to robust cost modeling and managerial decision support, because an organization's costs and revenues are all a function of the resources and the individual capacities that produce them."— International Federation of Accountants, 2009

 Kế toán tiêu thụ tài nguyên cũng được ghi nhận trong Báo cáo khung bền vững do Liên đoàn kế toán quốc tế (IFAC) ban hành, vì có khả năng giúp các tổ chức " cải thiện sự hiểu biết về chi phí môi trường (và xã hội) thông qua các hệ thống và mô hình chi phí của họ ". Khung tính bền vững này  nêu bật RCA trong tiêu đề phụ Cải thiện luồng thông tin để hỗ trợ Quyết định và thông báo cho độc giả rằng phân bổ chi phí phù hợp có thể được xây dựng 'trực tiếp vào hệ thống kế toán chi phí', từ đó nâng cao hiệu suất của tổ chức để " xác định, xác định và phân loại chi phí một cách hữu ích ".

## Khái niệm về kế toán tiêu thụ tài nguyên
Các khái niệm RCA phân biệt nó với các phương pháp kế toán quản trị khác bao gồm:
1. Phương pháp GPK của Đức về mô hình hóa hoạt động dựa trên số lượng bằng cách sử dụng chi phí cố định và tỷ lệ được thiết lập ở cấp tài nguyên trong một công ty (nghĩa là trung tâm chi phí / nhóm tài nguyên hoặc luồng giá trị ");[7]
2. Gordon Shillinglaw khái niệm về chi phí có thể quy cho;[8]
3. Sử dụng linh hoạt các trình điều khiển dựa trên hoạt động (chỉ khi cần thiết) dựa trên các quy tắc cụ thể và hạn chế;
4. Tích hợp chuỗi giá trị [9] kế toán quản trị vào hệ thống hoạt động;
5. Sử dụng các giao dịch hoạt động cơ bản làm nguồn chính cho dữ liệu tài chính và định lượng (chứ không phải là sổ cái chung);
6. Thay thế nguyên tắc biến đổi bằng nguyên tắc đáp ứng cho mô hình hoạt động;[10]
7. Hỗ trợ cho báo cáo lãi và lỗ dựa trên mức đóng góp đa cấp, hỗ trợ cho việc ra quyết định của người quản lý mà không làm biến dạng chi phí và mức độ phức tạp của việc phân bổ chi phí không phù hợp (không dựa trên nguyên tắc nhân quả).

## Các yếu tố cốt lõi của RCA
Có ba yếu tố cốt lõi cho phép RCA đặt nền tảng rất khác nhau cho mô hình chi phí của nó.
- Quan điểm về tài nguyên - tài nguyên và chi phí của chúng được coi là nền tảng cho mô hình chi phí và hỗ trợ quyết định phù hợp. Chi phí và doanh thu của một tổ chức đều là một chức năng của các tài nguyên tạo ra chúng.
- Mô hình hóa dựa trên số lượng - toàn bộ mô hình được xây dựng bằng cách sử dụng số lượng hoạt động. Dữ liệu vận hành là nền tảng của việc tạo ra giá trị và là chỉ số hàng đầu về kết quả kinh tế.
- Hành vi chi phí - giá trị được thêm dưới dạng veneer vào mô hình dựa trên số lượng và hành vi chi phí / đô la được xác định bởi hành vi của số lượng tài nguyên khi chúng được áp dụng cho các hoạt động tạo giá trị trong một tổ chức.

## Thông tin thêm
Các mục tiêu của Viện RCA, trong việc thúc đẩy việc tiếp thu kiến thức và kỹ năng để áp dụng RCA, bao gồm:
- Cải thiện kiến thức và thực hành kế toán quản trị bằng cách làm rõ và nắm bắt các nguyên tắc hợp lý sẽ tăng cường việc ra quyết định của doanh nghiệp và phúc lợi công cộng thông qua việc sử dụng tài nguyên tối ưu.
- Nâng cao kiến thức và thực hành Kế toán tiêu thụ tài nguyên (RCA) thông qua: 
  - Một cộng đồng của các học viên và học giả năng động, chất lượng cao.
  - Thực hành nhất quán và kỷ luật tập trung vào một nhóm kiến thức cốt lõi không bị pha loãng bởi các biến thể sử dụng hoặc hình thức rộng rãi.
  - Giáo dục người tiếp nhận, người hành nghề và nhà cung cấp và chứng nhận sản phẩm và dịch vụ của nhà cung cấp.
  - Tăng cường áp dụng RCA, trong dài hạn, là phương pháp kế toán quản trị chi phối trong các tổ chức kinh doanh, chính phủ và phi lợi nhuận.

Thư viện của Viện RCA chứa thư mục chú thích hiện được chia thành bốn phần:
1. Lý thuyết RCA,
2. cảnh quan kế toán quản trị và triết lý kế toán quản trị,
3. Nghiên cứu liên quan đến RCA và
4. vật liệu khác.

Thư mục chú thích này cung cấp thêm thông tin để đọc khuyến nghị và một số hướng dẫn về cách tận dụng tối đa thông tin có trong đó.